# Mercurius Aulicus

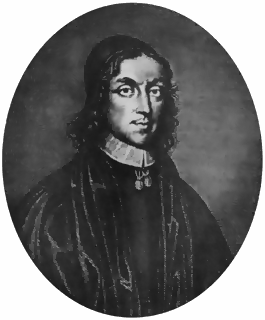
Peter Heylin, một trong những tác giả chủ chốt đằng sau tờ Mercurius Aulicus.

Mercurius Aulicus là một trong những "tờ báo quan trọng nhất" ở Anh, nổi tiếng trong Nội chiến Anh vì vai trò tuyên truyền của phe Bảo hoàng.

## Sáng tạo
Tờ báo Mercurius Aulicus có nguồn gốc từ Nội chiến Anh dưa theo lời gợi ý của George Digby, cố vấn chính của Vua Charles I, rằng phe Bảo hoàng cần một phương pháp để quảng bá quan điểm của họ ở Luân Đôn do phe Nghị viện nắm giữ. Kết quả là, ấn phẩm được thành lập vào tháng 1 năm 1643 - nó được gọi theo nhiều cách khác nhau là báo viết hoặc sách tin tức - sau này là thuật ngữ thay thế cho hình thức xuất bản tin hàng tuần ở định dạng quarto.
John Birkenhead, hội viện hội All Souls College ở Oxford, được bổ nhiệm làm biên tập viên của tờ báo, nhận thông tin cập nhật về các sự kiện trên khắp đất nước từ những người liên hệ của Digby, mặc dù đồng nghiệp của ông là Peter Heylin dường như đã tự mình thực hiện phần lớn việc biên tập trên thực tế. Mercurius Aulicus được in ở Oxford, vào thời điểm này trong chiến tranh là thủ đô của phe Bảo hoàng, với giá một penny một bản, sau đó đem tuồn vào Luân Đôn, rồi được phụ nữ địa phương bán với giá cao ngất ngưởng. Đôi khi nó cũng được tái bản - mặc dù không nhất thiết phải chính xác - bởi những cư dân địa phương có thiện cảm ngay tại chính Luân Đôn. Khi công tác hậu cần khiến không thể in một bản sao trong vài tuần, Birkenhead bèn sử dụng cách thêm những khoảng trống về số trang và số báo để tạo ấn tượng rằng người đọc chỉ bỏ lỡ một bản sao cụ thể mà chắc chắn đã được giao đến nơi khác trên toàn quốc một cách thỏa đáng.

## Tác động tới ngành công nghiệp
Mercurius Aulicus được coi là một trong những 'tờ báo đầu tiên quan trọng nhất' ở nước Anh. Tờ báo đã cách mạng hóa ngành công nghiệp ở Anh, khởi xướng ý tưởng báo chí đại chúng như một công cụ chính trị để chia rẽ và huy động dư luận quần chúng. Trước thời Mercurius, báo chí có mục đích miêu tả sự thật, tránh bình luận về các sự kiện hiện tại - ngược lại, Mercurius đại diện cho chủ nghĩa Laud, hay cực đoan hơn, là sự kết thúc của quan điểm Bảo hoàng, công khai bôi nhọ và chế nhạo đối thủ của mình theo một cách khá mới lạ trong thời kỳ này.

## Những ngày cuối cùng
Việc xuất bản bắt đầu xuống dốc từ năm 1644 trở đi. Khi những thất bại của phe Bảo hoàng trên chiến trường tiếp tục xảy ra, ấn phẩm của Oxford ngày càng khó có được tin tức thời sự và các số báo bị trì hoãn nghiêm trọng. Tờ Mercurius Aulicus cuối cùng đình bản vào năm 1645.